# 启成路站
启成路站为杭州地铁7号线的车站，位于中华人民共和国浙江省杭州市钱塘区义蓬街道青六中路与北二路交叉口，于2020年12月30日启用。

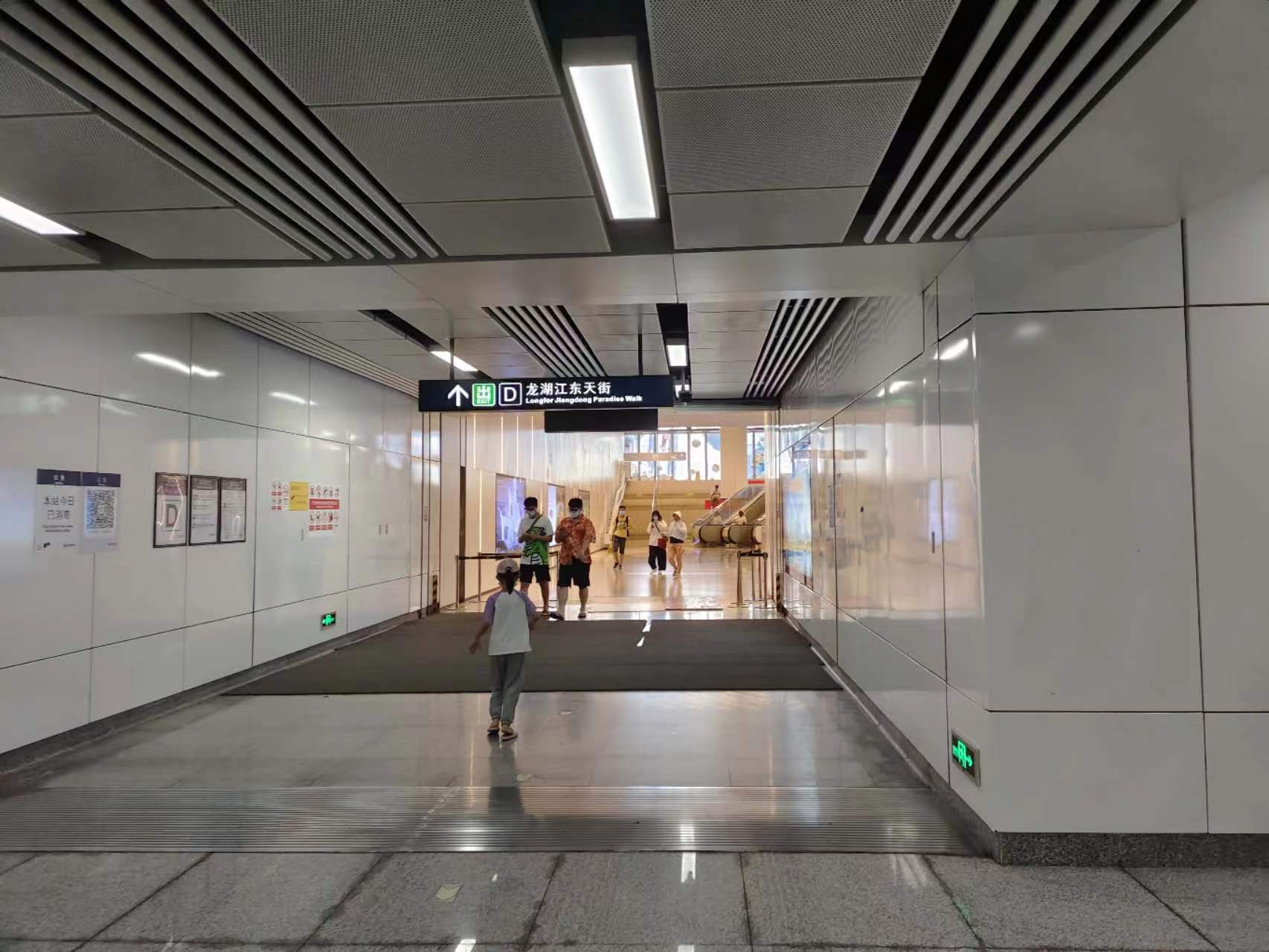
启成路站D口。与龙湖江东天街直接连通。

## 结构
启成路站为地下2层岛式站台，沿青六中路南北向布置，设有4个出入口（初期开放3个）。有效站台宽度12.6米，车站总建筑面积约12508平方米。

### 楼层分布
| 1层  | 地面               | 出入口                                     |  |  |
| -1层 | 站厅               | 自动售票机、客服中心、安检通道、车站控制室 |  |  |
| -2层 |                    | █ 7号线 往吴山广场（青六中路）             |  |  |
|      | 岛式站台，左侧开门 |                                            |  |  |
|      |                    | █ 7号线 往江东二路（江东二路）             |  |  |

- 启成路站站厅
- 启成路站站台

## 附近设施
- 旭辉宝龙城
- 杭州江东天街
- 东沙湖

## 历史
- 2018年7月24日，车站开工，工程名为北二路站。[1]
- 2020年10月15日，杭州市人民政府批复了7号线的正式站名，本站定名为启成路站。[2]
- 2020年12月30日，本站随7号线一起开放。